# 大日本同胞社
大日本同胞社（だいにほんどうほうしゃ）は日本の政治団体。会長は棚田靖。1977年9月結成。東京都新宿区歌舞伎町の雑居ビル内に本部を構える。構成員は8人。
いわゆる街宣右翼系の団体。反中共思想を明確にしており中国による尖閣諸島への上陸の阻止や左翼団体の襲撃、日本社会党の集会に対する威力業務妨害事件で逮捕者を出した前歴あり。
内閣総理大臣・小泉純一郎が靖国神社を参拝した2006年8月15日、相談役の男が加藤紘一宅放火事件を起こした容疑で逮捕された。
なお、朝鮮総連新宿支部と事務所が同じだという噂が流れたが虚偽である（3～4ブロック離れている）。かつては国際勝共連合に支援を受けていたとされるが、ここ数年は活動がなく収入の無い状態になっている。
2011年6月6日この団体に所属していた棚田靖会長が賭博容疑で逮捕されたと産経新聞が報じた。

## 歴史
護国団→日本同盟→日本同盟同胞会→大日本同胞社